# Perrecy-les-Forges
Perrecy-les-Forges és un municipi francès, situat al departament de Saona i Loira i a la regió de Borgonya - Franc Comtat. L'any 2007 tenia 1.715 habitants.

## Demografia

### Població
El 2007 la població de fet de Perrecy-les-Forges era de 1.715 persones. Hi havia 744 famílies, de les quals 183 eren unipersonals (52 homes vivint sols i 131 dones vivint soles), 314 parelles sense fills, 215 parelles amb fills i 32 famílies monoparentals amb fills.
La població ha evolucionat segons el següent gràfic:
Habitants censats

### Habitatges
El 2007 hi havia 842 habitatges, 750 eren l'habitatge principal de la família, 25 eren segones residències i 68 estaven desocupats. 752 eren cases i 90 eren apartaments. Dels 750 habitatges principals, 558 estaven ocupats pels seus propietaris, 156 estaven llogats i ocupats pels llogaters i 36 estaven cedits a títol gratuït; 3 tenien una cambra, 24 en tenien dues, 117 en tenien tres, 263 en tenien quatre i 342 en tenien cinc o més. 530 habitatges disposaven pel capbaix d'una plaça de pàrquing. A 330 habitatges hi havia un automòbil i a 331 n'hi havia dos o més.

### Piràmide de població
La piràmide de població per edats i sexe el 2009 era:
| Homes | Edats   | Dones |
| ----- | ------- | ----- |
| 0     | 95 o +  | 0     |
| 4     | 90 a 94 | 12    |
| 8     | 85 a 89 | 16    |
| 4     | 80 a 84 | 8     |
| 40    | 75 a 79 | 52    |
| 56    | 70 a 74 | 64    |
| 68    | 65 a 69 | 72    |
| 48    | 60 a 64 | 80    |
| 76    | 55 a 59 | 40    |
| 64    | 50 a 54 | 92    |
| 72    | 45 a 49 | 56    |
| 68    | 40 a 44 | 44    |
| 20    | 35 a 39 | 56    |
| 44    | 30 a 34 | 44    |
| 60    | 25 a 29 | 72    |
| 40    | 20 a 24 | 32    |
| 48    | 15 a 19 | 72    |
| 56    | 10 a 14 | 16    |
| 52    | 5 a 9   | 52    |
| 44    | 0 a 4   | 32    |

## Economia
El 2007 la població en edat de treballar era de 1.022 persones, 672 eren actives i 350 eren inactives. De les 672 persones actives 591 estaven ocupades (319 homes i 272 dones) i 81 estaven aturades (37 homes i 44 dones). De les 350 persones inactives 154 estaven jubilades, 66 estaven estudiant i 130 estaven classificades com a «altres inactius».

### Ingressos
El 2009 a Perrecy-les-Forges hi havia 745 unitats fiscals que integraven 1.722,5 persones, la mediana anual d'ingressos fiscals per persona era de 16.074 €.

### Activitats econòmiques
Dels 54 establiments que hi havia el 2007, 3 eren d'empreses alimentàries, 6 d'empreses de fabricació d'altres productes industrials, 12 d'empreses de construcció, 7 d'empreses de comerç i reparació d'automòbils, 4 d'empreses de transport, 3 d'empreses d'hostatgeria i restauració, 4 d'empreses immobiliàries, 4 d'empreses de serveis, 6 d'entitats de l'administració pública i 5 d'empreses classificades com a «altres activitats de serveis».
Dels 25 establiments de servei als particulars que hi havia el 2009, 1 era una oficina d'administració d'Hisenda pública, 1 gendarmeria, 1 oficina de correu, 1 funerària, 1 taller de reparació d'automòbils i de material agrícola, 1 autoescola, 2 paletes, 5 guixaires pintors, 3 lampisteries, 2 electricistes, 2 perruqueries, 3 restaurants, 1 agència immobiliària i 1 saló de bellesa.
Dels 5 establiments comercials que hi havia el 2009, 1 era una botiga de més de 120 m², 2 fleques, 1 una fleca i 1 una peixateria.
L'any 2000 a Perrecy-les-Forges hi havia 28 explotacions agrícoles que ocupaven un total de 1.691 hectàrees.

## Equipaments sanitaris i escolars
El 2009 hi havia 2 centres de salut i 2 farmàcies.
El 2009 hi havia 1 escola maternal i 1 escola elemental.

## Poblacions més properes
El següent diagrama mostra les poblacions més properes.